# Orciprenalin
Orciprenalin ist ein Arzneistoff, genauer ein β-Sympathomimetikum. Es ist chiral und wird als Racemat eingesetzt. Orciprenalin ist nur noch für die Behandlung des akuten Asthmaanfalls zugelassen. Es kann die Herzfrequenz stark steigern. Es wirkt dabei ähnlich wie das Adrenalin, ohne dass es allerdings zu einer so ausgeprägten Blutdrucksteigerung führt. Orciprenalin wird als Notfallmedikament bei sehr langsamem Herzschlag (Bradykardie) in der Medizin und Tiermedizin eingesetzt (Off-Label-Use). Der Handelsname für Orciprenalin in Deutschland ist Alupent.

## Darreichungsform
Früher gab es auch Orciprenalin-Tabletten und sogar als Dosier-Aerosol, mittlerweile ist nur noch die intravenöse Darreichung verfügbar. Die 1-ml-Ampulle enthält 0,5 mg Orciprenalinsulfat. Es gibt auch eine Infusionslösungskonzentrat-Ampulle. Diese enthält 5 mg Orciprenalinsulfat in 10 ml, so dass dieses Konzentrat nur verdünnt per Spritzenpumpe gegeben werden darf.

## Pharmakokinetik
Nach intravenöser Gabe tritt die Wirkung sehr rasch ein. Nach anfänglicher Umverteilung (Steady State Verteilungsvolumen ca. 60 Liter) beträgt die terminale Eliminationshalbwertszeit 2,6 Stunden. Daraus resultiert eine dosisabhängige Wirkdauer von mehreren Stunden.

## Wirkung
Orciprenalin ist ein Sympathomimetikum am β1-Adrenorezeptor und β2-Adrenorezeptor.
- Es führt zu einer Bronchodilatation.
- Es wirkt positiv inotrop, positiv chronotrop, positiv dromotrop, wodurch das Herzzeitvolumen gesteigert wird.
- Es kann zu einer Vasodilatation führen.

## Anwendungen
Orciprenalin ist nur noch für die Behandlung des akuten Asthmaanfalls zugelassen, wird in diesem Rahmen aber nur selten genutzt, da effektivere Mittel wie etwa Reproterol vorhanden sind.
In der Kardiologie und Notfallmedizin wird Orciprenalin meist im Notfall – außerhalb der Zulassung als Off-Label-Use – bei bradykarden Herzrhythmusstörungen verwendet, um die Zeit bis zur endgültigen Herzschrittmachertherapie zu überbrücken. Es wird auch als Gegenmittel (Antidot) bei relativer und absoluter Überdosierung von Betablockern genutzt.

## Gegenanzeigen
Bei folgenden Krankheiten ist Orciprenalin nicht oder nur mit großer Vorsicht anzuwenden:
- schwere Hyperthyreose
- hypertrophe obstruktive Kardiomyopathie
- Phäochromozytom
- Engwinkelglaukom
- frischer Herzinfarkt
- schwere koronare Herzerkrankung
- gleichzeitige Verabreichung von Diuretika und Digitalisglykosiden
- tachykarde Herzrhythmusstörungen
- Myokarditis
- Mitralklappenfehler
- WPW-Syndrom
- Hypokaliämie

## Nebenwirkungen
Unter Orciprenalin kann die Herzfrequenz stark erhöht sein, Extrasystolen sind möglich. Ob eine Vasodilatation mit Blutdruckabfall oder eine Blutdrucksteigerung durch Beschleunigung der Herzschlags eintritt, kann im Einzelfall nicht vorhergesagt werden und ist durch Blutdruckmessung zu überwachen. Im Extremfall kann Kammerflimmern oder ein Angina-pectoris-Anfall auftreten. Weiterhin sind allergische Reaktionen der Haut (Juckreiz, Exanthem, Rötung, Ödembildung) möglich. An den Muskeln tritt ab und an ein feinschlägiger Tremor auf. Auch psychische Auswirkungen wie Unruhe wurden beschrieben. Bei hohen Dosen kann der Blutzuckerspiegel ansteigen; vereinzelt treten auch Übelkeit, Beklemmungen und Schlafstörungen auf.

## Wechselwirkungen
Alle anderen Sympathomimetika und betamimetischen Asthmamittel werden durch Orciprenalin in ihrer Wirkung und ihren Nebenwirkungen verstärkt. Bei gleichzeitiger Gabe von Diuretika und Glykosiden können vermehrt Extrasystolen und andere Herzrhythmusstörungen auftreten.

## Handelsnamen
- Alupent (A,D), Isuprel (A)